# McDonnell Douglas DC-10
McDonnell Douglas DC-10  este un avion de pasageri trimotor widebody, cu rază de acțiune medie/lungă, a constructorului McDonnell Douglas. Avionul a fost construit pentru a înlocui modelul DC-8 pe distanțe lungi și foarte lungi. 
Au fost produse 386 de modele civile și 60 de modele militare între 1968 și 1988. Modelul militar este numit KC-10 și este folosit ca avion cisternă pentru realimentări aeriene de către armata americană.
A fost primul avion produs de McDonnell Douglas, după fuziunea Douglas cu McDonnell Aircraft Corporation.

## Descriere
Modelul a fost gândit în 1967, ca urmare a revoluției transportului aerian din anii 1960. Astfel, modelele de capacitate medie (precum Douglas DC-8 și Boeing 707 nu mai făceau față, fiind necesare modele cu capacitate aproape dublă. Aceiași necesitate a dus la dezvoltarea modelului Boeing 747 de către Boeing, respectiv Lockheed L-1011. Avionul a fost conceput după specificațiile American Airlines, fiind dotat cu 3 motoare pentru a putea opera de pe aeroporturi mai mici decât cele accesibile unui Boeing 747 (care era mai mare și avea 4 motoare), dar putând să zboare și peste apă (precum în Caraibe). Două dintre motoare sunt poziționate sub aripi, pe piloni, al treilea fiind poziționat pe coadă, la baza stabilizatorului vertical. Este un avion cu două culoare (widebody), permițând 9 pasageri în clasa economic pe un rând, în configurație 3+3+3 sau 2+5+2.
Primii clienți au fost American Airlines și United Airlines, care au introdus modelul în exploatare comercială în 1971.

## Modele
Au existat trei modele principale, unul pentru distanțe scurte (gândit pentru zboruri trans-continentale în SUA), și două pentru zboruri lung-curier.
- DC-10-10 - primul model, construit începând cu 1970, și dotat cu motoare General Electric CF6-6, cu o autonomie de 6112 km, folosită pentru zboruri transcontinentale. 122 au fost produse pentru American Airlines, Continental Airlines, Laker Airways etc.
- DC-10-10CF - model convertibil marfă/pasageri. Doar 9 au fost produse
- DC-10-15 (DC-10-Sport) - model produs pentru operațiuni pe aeroporturi de mare altitudine. Modelul a fost produs doar pentru operatorii din Mexic, 7 fiind construite.
- DC-10-20/DC-10-40 - numele modelului a fost schimbat la cererea Northwest Airlines. Dotat cu motoare Pratt and Whitney JT9D-20, are o autonomie de 9625 km în încărcare tipică. Doar Northwest Airlines și Japan Airlines au cumpărat acest model, 42 fiind produse în total.
- DC-10-30 - modelul cel mai comun (164 au fost produse și livrate la 38 de cumpărători). Dotat cu un rezervor suplimentar, motoare GE CF6-50 și tren de aterizare îmbunătățit, a fost foarte popular cu liniile aeriene din Europa, precum Lufthansa, KLM și Swissair. Are o autonomie de 10.010 km, fiind produs începând cu 1972
- DC-10-30CF - model convertibil cargo/pasageri. 26 au fost produse
- DC-10-30ER - model cu autonomie crescută, prin adăugarea unui nou rezervor de combustibil pe puntea inferioară, în spatele spațiului de bagaje, folosirea de motoare revizuite, și creșterea masei maxime autorizate la decolare. Autonomia este de 10.620 km, 6 avioane fiind convertite din DC-10-30 obișnuite
- DC-10-30F - model exclusiv de marfă. Numai 10 au fost construite, exclusiv către FedEx.
- Boeing MD-10 - model cargo, convertit de Boeing din DC-10-30, prin schimbarea cockpitului cu instrumente de zbor digitale, similare cu cele de pe MD-11, permițând reducerea numărului de piloți la 2 și utilizarea de piloți certificați pe MD-11.
- KC-10A Extender - model cisternă pentru realimentare aeriană, folosit de USAF (Forțele Aeriene ale SUA). 60 au fost construite, fiind avionul produs în serie cu cea mai mare autonomie din lume (18.507 km).
- KDC10 - model cisternă produs pentru Forțele Aeriene Regale Olandeze. 3 au fost convertite din DC-10-30CF, având specificații similare cu KC-10A
- 10 Tanker - model cisternă de apă produs pentru acțiuni de stingere a incendiilor de pădure, convertit din DC-10-10. 1 avion convertit, cu posibilitatea de conversii ulterioare.

## Probleme, accidente și incidente
La începutul vieții sale, avionul a căpătat un renume nefast, datorită unei serii de incidente și accidente celebre datorate în parte erorilor de proiectare și construcție. Printre problemele de design care au dus la prăbușiri s-au numărat: 
- construcția defectoasă a ușilor cargo, care se deschideau înspre exterior, necesitând un mecanism complicat de închidere, care, dacă nu funcționa, putea duce la decompresie explozivă (și prăbușirea avionului, precum în cazul zborului Turkish Airlines 981)
- sistemele hidraulice, care, deși erau în număr de 3, erau vulnerabile, pentru că conductele erau localizate foarte aproape, chiar sub motorul de sub coadă, și sistemul nu era dotat cu siguranțe hidraulice și valve de urgență. O explozie a motorului respectiv a dus ruperea liniilor hidraulice ducând la pierderea controlului în cazul accidentului din Sioux City.
- pilonii motoarelor de sub aripi, care nu permiteau acces ușor la motor, ducând la schimbarea de către multe linii aeriene a protocolului de repararea a motorului, prin scoaterea pilonului cu totul. Această manevră a dus la slăbirea structurilor de prindere ducând la prăbușirea zborului American Airlines 191.

Seria nefastă de accidente și incidente a dus la interzicerea pentru scurt timp a zborurilor cu acest model în anii 1970, fiindu-i date și multe apelative negative, și evitat de pasageri. După repararea problemelor însă, avionul a devenit deosebit de sigur, cu toată seria nefastă de la început, având, ulterior, un număr comparabil de accidente cu modelele contemporane lui.
Printre accidentele celebre au fost cel al American Airlines 191, care s-a prăbușit la câteva secunde după decolare și detașarea explozivă a unui motor, deasupra aeroportului din Chicago, zborul United 232, care, după pierderea controlului asupra tuturor comenzilor hidraulice, a fost dus pe sol, în mod semi-controlat, doar prin folosirea motoarelor.
În total, au existat 30 de avioane distruse în accidente, din care 13 cu victime, totalizâd 1387 de decese. Au mai existat 25 de incidente mai mici și deturnări producând o singură victimă.

## Operatori
Astăzi avionul este în principal folosind pentru transport cargo, FedEx exploatând 84 de astfel de avioane. În serviciu cu pasageri, nu mai rămân decât puține modele, majoritatea în serviciu charter. Singurul operator în regim de cursă regulată a rămas Biman Bangladesh cu 3 avioane, după ce Northwest Airlines a retras ultimul avion din acest model. În operațiuni charter, cel mai mare operator este ATA Airlines cu 7 avioane, folosite cu precădere pentru charteruri militare.

## Specificații tehnice
| Specificații                              | DC-10-10                 | DC-10-15                  | DC-10-30                  | DC-10-40                  |
| ----------------------------------------- | ------------------------ | ------------------------- | ------------------------- | ------------------------- |
| Piloți                                    | 3                        | 3                         | 3                         | 3                         |
| Pasageri                                  | 250-380                  | 250-380                   | 250-380                   | 250-380                   |
| Lungime                                   | 55.5 m                   | 55 m                      | 55.4 m                    | 55.5 m                    |
| Înălțime                                  | 17.7 m                   | 17.7 m                    | 17.7 m                    | 17.7 m                    |
| Lățime cabină                             | 5.54 m                   | 5.54 m                    | 5.54 m                    | 5.54 m                    |
| Anvergură (lungime) aripi                 | 47.3 m                   | 47.3 m                    | 50.4 m                    | 50.4 m                    |
| Masă proprie (gol)                        | 108,9t                   | 108,9t                    | 120,7t                    | 122,5t                    |
| Masa maximă autorizată la decolare (MTOW) | 195,0t                   | 206,3t                    | 259,4t                    | 251,7t                    |
| Viteză de croazieră                       | 965 km/h                 | 965 km/h                  | 965 km/h                  | 965 km/h                  |
| Autonomie maximă (încărcat)               | 6,114 km                 | 7,000 km                  | 10,010 km                 | 9,252 km                  |
| Capacitate maximă combustibil             | 21,700 US gal (82,134 L) | 26,647 US gal (100,859 L) | 36,650 US gal (138,720 L) | 36,650 US gal (138,720 L) |
| Distanță necesară pentru decolare la MTOW | 8,612 ft (2,625 m)       | 7,257 ft (2,212 m)        | 9,341 ft (2,847 m)        | 9,242 ft (2,817 m)        |
| Altitudine maximă                         | 12,802 m                 | 12,802 m                  | 12,802 m                  | 12,802 m                  |
| Motoare (x 3)                             | GE CF6-6D                | GE CF6-50A                | GE CF6-50C                | PW JT9D-59A               |